# Patrick Kirton
Patrick Kirton, né le 30 décembre 1936, est un joueur professionnel de squash représentant l'Angleterre. Il est champion d'Europe par équipes en 1975.

## Biographie
Il est champion d'Europe par équipes en 1975 avec  Mike Corby, Jonathan Leslie, John Richardson et Ian Robinson. Il participe aux premiers championnats du monde individuels en 1976 s'inclinant au premier tour face au futur finaliste Mohibullah Khan.

## Palmarès

### Titres
- Championnats d'Europe par équipes : 1975